# Сокол, Наталья Викторовна
Наталья Викторовна Сокол (ум. 2004) — советский режиссёр детской редакции центрального телевидения СССР, одна из создателей и первый режиссёр (в 1964—1972 годах) советской детской телепередачи «Спокойной ночи, малыши».

## Биография
Наталья Викторовна Сокол пришла работать на телевидение в 1952 году, когда директором там была В. Шароева.
С 1959 года она работала в Молодёжной редакции, была ассистентом режиссёра тележурнала «Молодость».
В телепередачу «Спокойной ночи, малыши», выходившую с 1 сентября 1964, Сокол пришла в 1965 году. Первые шесть лет вместе с ней над передачей работала редактор Валерия Коновалова. Новая телевизионная программа наряду с большим числом благодарностей от телезрителей вызвала серьёзную полемику в печати. Многие авторы, в числе которых были такие авторитеты, как  С. Михалков и Н. Носов, высказывали опасения по поводу того, что просмотр такой передачи перед сном пагубно скажется на здоровье ребёнка, однако эта передача выдержала испытание временем.
Наталья Викторовна Сокол умерла летом 2004 года, за несколько месяцев до 40-летия передачи «Спокойной ночи, малыши».

Я прожила интересную жизнь — мне посчастливилось встречаться и работать с талантливыми людьми, благодаря которым передача «Спокойной ночи, малыши!» была и остаётся популярной и любимой детьми нескольких поколений в течение четырёх десятилетий.

## Роль в культуре
А. Ю. Мурашева отметила, что Н. В. Сокол «осваивала телевизионное пространство, проявляя самостоятельность, рискуя» и создавая вечернюю сказку для малышей  «в условиях подлинного творчества».